# Ludiver
Ludiver est un planétarium basé en France sur la commune de La Hague, dans le Cotentin, dans le Nord du département de la Manche. Situé sur la Lande du Pivot, il s'agit d'un équipement de la communauté d'agglomération du Cotentin.

## Présentation
Ouvert en mai 2000, Ludiver a pour vocation de présenter l'astronomie de manière ludique. Cela se traduit par le choix de son nom, mélange des mots ludique et univers. Ce planétarium est adapté à tous les âges. Il propose en effet des activités pour les enfants dès l'âge de 3 ans.
Ludiver possède un planétarium de 96 places, ainsi que deux télescopes de 600 mm et 300 mm informatisés, une salle des planètes représentant les astres du système solaire et la conquête de la Lune par des activités ludiques, un amphithéâtre de 100 places. Ludiver comprend également, une boutique, un espace de lecture sur place, se nommant la "ludithèque". Le hall (relativement grand) propose une exposition temporaire renouvelée tous les six mois, et la salle des planètes constitue l'exposition permanente.
Un espace détente, avec vue panoramique est accessible en accès libre avec distributeur de boissons et de confiseries. Le parc qui entoure le planétarium propose des jeux de pistes interactifs adaptés aux différents types d'âges, et un ancien cadran solaire romain est exposé au milieu.